# Jodenvervolging

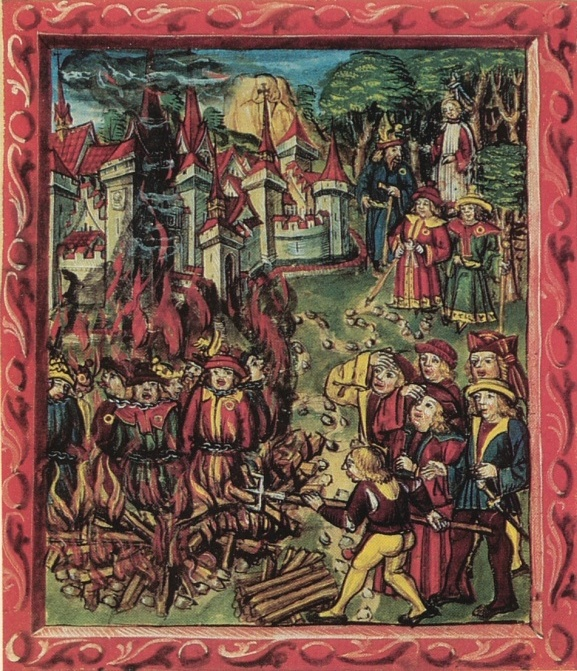
Joden op de brandstapel in Duitsland tijdens de Zwarte Dood in 1348

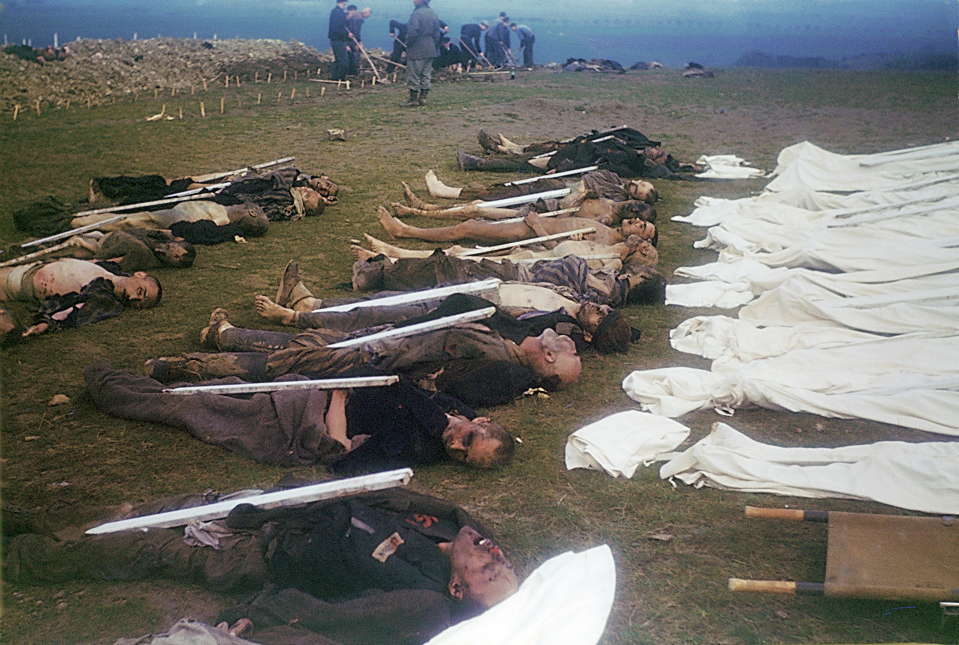
Slachtoffers van het concentratiekamp Buchenwald, 1945

Jodenvervolging is gecoördineerd geweld tegen en onderdrukking van de Joodse bevolkingsgroep. De bekendste Jodenvervolging is de Holocaust, de systematische vervolging en moord op Joden door de nazi's in Duitsland en bezet Europa voor en tijdens de Tweede Wereldoorlog. Deze vervolging begon in 1935 met de instelling van de Neurenbergerwetten.
Het verschijnsel Jodenvervolging is echter al veel ouder. In de middeleeuwen kwam het met regelmaat tot gewelddadige uitbarstingen (zogenaamde pogroms), of werd de Joodse bevolking uit een land verdreven. Joden waren over het algemeen uitgesloten van het lidmaatschap van de gilden, waardoor het hun niet was toegestaan ambachtelijke beroepen uit te oefenen. Jodenvervolging in christelijk Europa kwam op gang rond het jaar 1000. Ook het Midden-Oosten kende gruwelijke Jodenvervolgingen.
Een van de vele oplevingen van Jodenhaat en -vervolging vond plaats in de 19e eeuw; in die periode werd ook de term antisemitisme ingevoerd.